# Delia sequoiae
Delia sequoiae este o specie de muște din genul Delia, familia Anthomyiidae. A fost descrisă pentru prima dată de Huckett în anul 1967.
Este endemică în California. Conform Catalogue of Life specia Delia sequoiae nu are subspecii cunoscute.